# サンディエゴ・スーパーコンピュータ・センター
サンディエゴ・スーパーコンピュータ・センター (San Diego Supercomputer Center, SDSC) は、カリフォルニア大学サンディエゴ校 (UCSD)に属する組織化された研究部門である。SDSCの建物は別棟で、USCD構内にあるエレノア・ルーズベルト・カレッジの東端に位置している。
創立は1985年で、それ自体に定められた使命は「科学を進歩させるテクノロジーを開発し、使う」というものである。SDSCは主にアメリカ国立科学財団 (NSF) から資金の助成を受けており、高性能計算、グリッド・コンピューティング、計算生物学、地球情報学、計算物理学、計算化学、データ管理(en)、科学的視覚化(en)、そしてコンピュータネットワーキング(en)の領域での研究を推し進めている。